# Guerra de sucesión en el Principado de Antioquía
La guerra de sucesión en el Principado de Antioquía, también conocida como guerra de sucesión antioquena, comprendió una serie de conflictos armados en el norte de Siria entre 1201 y 1219, relacionados con la sucesión disputada de Bohemundo III de Antioquía. El Principado de Antioquía fue el principal poder cristiano en la región durante las últimas décadas del siglo XII, pero el Reino armenio de Cilicia desafió su supremacía. La captura de una fortaleza importante, Bagras, en Siria por parte de León II de Cilicia, dio lugar a un conflicto prolongado ya a principios de la década de 1190. León intentó capturar Antioquía, pero los burgueses griegos y latinos formaron una comuna e impidió que los soldados armenios ocuparan la ciudad. El hijo mayor de Bohemundo III, Raimundo, murió en 1197, dejando a un hijo pequeño, Raimundo Rubén. La madre del niño, Alicia de Armenia, era la sobrina de León I y su heredera presunta. Bohemundo III y los nobles antioquenos confirmaron el derecho de Raimundo Rubén de suceder a su abuelo en Antioquía, pero la comuna prefirió al hijo menor de Bohemundo III (tío de Raimundo Rubén), Bohemundo, conde de Trípoli.
Bohemundo de Trípoli se apoderó de Antioquía sin resistencia después de la muerte de su padre en abril de 1201, pero muchos nobles abandonaron el principado para buscar refugio en Cilicia. León invadió el Principado de Antioquía casi todos los años entre 1201 y 1208, pero tuvo que regresar a su reino en cada ocasión porque Az-Zahir Ghazi, emir de Alepo, o Kaikaus I, sultán selyúcida de Rum irrumpieron en Cilicia en su ausencia. El papa Inocencio III inicialmente apoyó a León. Sin embargo, el conflicto entre León y los caballeros templarios sobre Bagras llevó a la excomunión de León en 1208. Durante los años siguientes, León capturó nuevas fortalezas en Siria, abandonándolas en 1213 como parte de un esfuerzo por mejorar su relación con la Santa Sede. Aprovechando el aislamiento de Bohemundo IV, León entró en Antioquía, ayudando a Raimundo Rubén a tomar el principado en 1216. En poco tiempo, León abandonó Bagras y perdió las fortalezas armenias al norte de las montes Tauro a los selyúcidas. Raimundo Rubén aumentó los impuestos, lo que lo hizo impopular en Antioquía. Su relación con León también se volvió tensa, lo que permitió a Bohemundo IV recuperar Antioquía en 1219. La guerra contribuyó al debilitamiento de los Estados cristianos en el norte de Siria. 